# Coenosia semifumosa
Coenosia semifumosa är en tvåvingeart som beskrevs av Stein 1914. Coenosia semifumosa ingår i släktet Coenosia och familjen husflugor. Inga underarter finns listade i Catalogue of Life.